# Madran
Madran est un village du Belle-Baie, dans le Nord-Est de la province canadienne du Nouveau-Brunswick. Le village a le statut de DSL. Dans le cadre de la réforme de la gouvernance locale du 1er janvier 2023, le DSL a été annexé à la nouvelle ville de Belle-Baie.

## Toponyme
Madran est nommé ainsi en l'honneur de Jean-Marie Madran (1783-1857), qui fut curé de Petit-Rocher de 1838 à 1848 et de 1855 à 1857.

## Géographie

### Géographie physique

#### Situation
Madran est situé à 27 kilomètres au nord-ouest de Bathurst, dans la région Chaleur et le comté de Gloucester.
Le village est accessible par la route 11, à l'ouest, via le chemin de la Gare et le chemin Madran. Ce dernier constitue une voie d'accès secondaire par la Route 134 via Petit-Rocher, au sud-est. Le chemin de la Gare relie aussi le village à Pointe-Verte, au nord-est, aussi accessible par la route 134. Petit-Rocher compte un arrêt d'autobus et est desservi par la gare de Petit-Rocher. Il y a l'aéroport de Bathurst au sud.
Madran est limitrophe de Pointe-Verte au nord-est, de Petit-Rocher-Nord à l'est et de la paroisse de Bathurst sur les autres côtés. Alcida et Laplante sont situés à proximité au sud, alors que Belledune se trouve au nord.
Madran est généralement considéré comme faisant partie de l'Acadie.

#### Topographie
Madran est situé au pied des Appalaches, au bord de la rivière.

#### Géologie
Les roches de Madran sont comprises dans l'orogenèse des Appalaches.

#### Climat
Une station météorologique est située non loin, à Belledune. Le village bénéficie d'un climat continental humide. Le mois le plus chaud a une température moyenne de 18,5 °C et le plus froid une température de -11,3 °C. Le village reçoit 1000 mm de précipitations annuellement dont 300 cm de neige. La journée la plus chaude fut le 5 juillet 1983, avec 37 °C et la plus froide fut le 22 janvier 1984, avec -36 °C. La journée ayant eu le plus de précipitations fut le 22 juillet 1982, avec 82,2 mm de pluie. Le 24 mars 1972 a le record de neige, avec 45,7 centimètres, alors que la plus importante accumulation a eu lieu le 16 janvier 1981, avec 83 cm.
| Mois                              | jan.  | fév.  | mars | avril | mai  | juin | jui. | août | sep. | oct. | nov. | déc.  | année |
| --------------------------------- | ----- | ----- | ---- | ----- | ---- | ---- | ---- | ---- | ---- | ---- | ---- | ----- | ----- |
| Température minimale moyenne (°C) | −15,8 | −14,3 | −8,7 | −2    | 3,7  | 9,6  | 13,2 | 12,4 | 7,6  | 2    | −3,1 | −11,7 | −0,6  |
| Température moyenne (°C)          | −11,3 | −9,6  | −4,3 | 1,8   | 8,7  | 14,8 | 18,5 | 17,3 | 12,3 | 6,2  | 0,2  | −7,7  | 3,9   |
| Température maximale moyenne (°C) | −6,8  | −4,9  | 0    | 5,7   | 13,7 | 20   | 23,7 | 22,2 | 17   | 10,4 | 3,4  | −3,6  | 8,4   |
| Précipitations (mm)               | 76,7  | 60,8  | 80,5 | 75,3  | 82,4 | 81,2 | 96,3 | 84,2 | 68,7 | 78,1 | 82,4 | 103,3 | 970   |
| dont pluie (mm)                   | 12    | 11    | 26,4 | 52,1  | 81,7 | 81,2 | 96,3 | 84,2 | 68,7 | 77,6 | 59,2 | 34,2  | 684,6 |
| dont neige (cm)                   | 64,7  | 49,8  | 54,1 | 23,2  | 0,7  | 0    | 0    | 0    | 0    | 0,5  | 23,2 | 69    | 285,2 |

#### Faune et flore
Le territoire est majoritairement couvert de forêt.

### Géographie humaine

#### Morphologie urbaine
Madran est un village d'aspect rural. Le chemin Madran et le chemin de La Pepiniere, sont les chemins principaux, et se connectent par le chemin de la gare. Les 2 chemins principaux sont séparés par une section de l'autoroute 11. La sortie d'autoroute 333 donne accès à Madran.

#### Logement
La paroisse comptait 2633 logements privés en 2006, dont 2445 occupés par des résidents habituels. Parmi ces logements, 89,6 % sont individuels, 4,3 % sont jumelés, 0,0 % sont en rangée, 2,7 % sont des appartements ou duplex et 1,8 % sont des immeubles de moins de cinq étages. Enfin, 1,4 % des logements entrent dans la catégorie autres, tels que les maisons-mobiles. 88,5 % des logements sont possédés alors que 11,5 % sont loués. 68,1 % ont été construits avant 1986 et 12,9 % ont besoin de réparations majeures. Les logements comptent en moyenne 6,2 pièces et 0,4 % des logements comptent plus d'une personne habitant par pièce. Les logements possédés ont une valeur moyenne de 70 271 $, comparativement à 119 549 $ pour la province.

## Histoire
Madran est situé dans le territoire historique des Micmacs, plus précisément dans le district de Gespegeogag, qui comprend le littoral de la baie des Chaleurs.
La seigneurie de Népisiguit est concédée en 19 mars 1691 au Sieur Jean Gobin, un marchand de Québec; elle avait un territoire long de 12 lieues et profond de 10 lieues, à partir du littoral de la baie et probablement centré sur la rivière Népisiguit ce qui, selon William Francis Ganong, inclut le site de Madran. Gobin donne la seigneurie à Richard Denys de Fronsac. La seigneurie, par l'héritage à sa femme, tombe aux mains de Rey-Gaillard, qui la possédait en 1753. Cooney parle d'une concession à un certain Enaud, qui est vraisemblablement Philippe Hesnault, seigneur de Pokemouche et peut-être agent de Gobin.
En 1825, le territoire est touché par les Grands feux de la Miramichi, qui dévastent entre 10 000 km2 et 20 000 km2 dans le centre et le nord-est de la province et tuent en tout plus de 280 personnes,.

## Chronologie municipale

Évolution territoriale de la paroisse de Beresford après 1966.

En 1814 La paroisse de Beresford s'étendit jusque dans le comté de Northumberland. C'est en 1826 que le comté de Gloucester a été créé à partir de la paroisse de Beresford et de la paroisse de Saumarez. En 1826, le comté de Restigouche, incluant les paroisses d'Addington et de Durham, est formé à partir de l'ouest de la paroisse de Beresford. En 1837, une partie du territoire de la paroisse de Beresford est transférée à la paroisse de Durham. Dans les années 1881, les limites du comté sont modifiées et la paroisse s'en trouve agrandie. C'est en 1966 jusqu'à nos jours, la municipalité du comté de Gloucester est dissoute et la paroisse de Beresford devient un district de services locaux. Une partie de la paroisse devient la ville de Beresford, les villages de Petit-Rocher, Nigadoo et Pointe-Verte et les DSL d'Alcida, de Dunlop, de Laplante, de Madran, de Nicholas-Denys, de Petit-Rocher Nord, de Petit-Rocher Sud, de Robertville, de Saint-Laurent et de Tremblay,.

## Économie
Entreprise Chaleur, un organisme basé à Bathurst faisant partie du réseau Entreprise, a la responsabilité du développement économique de la région.
L'activité économique de la région est dominée par l'exploitation forestière, les mines et les télécommunications. Un grand nombre d'emplois sont également disponibles dans la commerce de détail, les services publics ainsi que dans l'industrie manufacturière. L'activité économique est en fait concentrée principalement à Belledune et Bathurst.

## Administration

### Comité consultatif
En tant que district de services locaux, Madran est administré directement par le Ministère des Gouvernements locaux du Nouveau-Brunswick, secondé par un comité consultatif élu composé de cinq membres dont un président.

### Commission de services régionaux
Madran fait partie de la Région 3, une commission de services régionaux (CSR) devant commencer officiellement ses activités le 1er janvier 2013. Contrairement aux municipalités, les DSL sont représentés au conseil par un nombre de représentants proportionnel à leur population et leur assiette fiscale. Ces représentants sont élus par les présidents des DSL mais sont nommés par le gouvernement s'il n'y a pas assez de présidents en fonction. Les services obligatoirement offerts par les CSR sont l'aménagement régional, l'aménagement local dans le cas des DSL, la gestion des déchets solides, la planification des mesures d'urgence ainsi que la collaboration en matière de services de police, la planification et le partage des coûts des infrastructures régionales de sport, de loisirs et de culture; d'autres services pourraient s'ajouter à cette liste.

### Représentation
Nouveau-Brunswick: Madran fait partie de la circonscription de Nigadoo-Chaleur, qui est représentée à l'Assemblée législative du Nouveau-Brunswick par Roland Haché, du parti libéral. Il fut élu en 1999 et réélu depuis.
 Canada: Madran fait partie de la circonscription d'Acadie-Bathurst. Cette circonscription est représentée à la Chambre des communes du Canada par Yvon Godin, du NPD. Il fut élu lors de l'élection de 1997 contre le député sortant Doug Young, en raison du mécontentement provoqué par une réforme du régime d’assurance-emploi.

## Vivre à Madran
Madran fait partie du sous-district 3 du district scolaire Francophone Nord-Est.
Madran, comme plusieurs localités de la région Chaleur, partage ou achète plusieurs de ses services. Ainsi, l'aménagement du territoire est de la responsabilité de la Commission d'urbanisme de Belledune. Le service de police est assuré par le poste de la Gendarmerie royale du Canada de Bathurst. Le poste d'Ambulance Nouveau-Brunswick le plus proche est aussi à Bathurst. L'hôpital régional Chaleur de Bathurst est l'établissement de santé le plus proche. Il y a toutefois un centre de santé à Pointe-Verte. Le bureau de poste le plus proche est à Pointe-Verte. La collecte des déchets et matières recyclables est effectuée par la Commission de gestion des déchets solides de Népisiguit-Chaleur.
Les francophones bénéficient du quotidien L'Acadie nouvelle, publié à Caraquet, ainsi qu'à l'hebdomadaire L'Étoile, de Dieppe. Ils ont aussi accès à l'hebdomadaire Hebdo Chaleur, publié à Bathurst. Les anglophones bénéficient des quotidiens Telegraph-Journal, publié à Saint-Jean ainsi que de l'hebdomadaire Northern Light, de Bathurst.